# De Brink (Groningen)
De Brink zijn twee woontorens aan de Oosterhaven in Groningen, ontworpen door Rem Koolhaas. Het is tevens de naam van de straat waaraan ze gelegen zijn. De ontwerpfase voor de torens begon in juni 1983 en in 1987 werd er aan de bouw begonnen. Oorspronkelijk zouden er drie woontorens worden gebouwd, elk met 25 woningen en 12 verdiepingen. Wegens verkoopproblemen werd dit aantal torens verlaagd naar twee en het aantal verdiepingen per toren naar 11, met 4 woningen per verdieping.

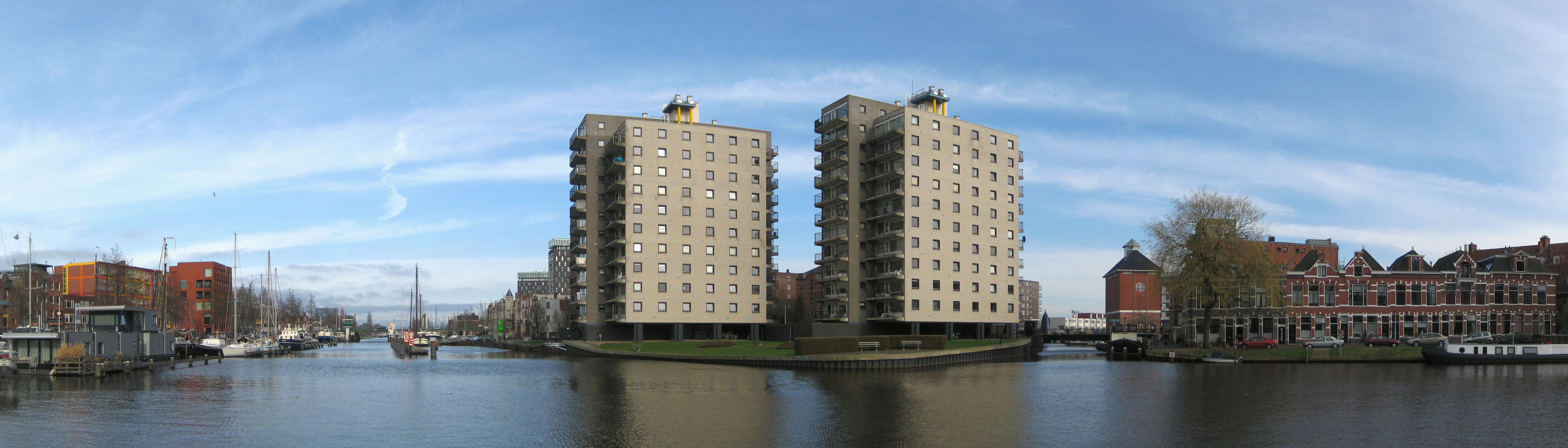
De flats gezien vanaf de Winschoterkade in 2012. Links ervan de Oosterhaven, direct rechts ervan het begin van het Oude Winschoterdiep.